# Браунеберг
Браунеберг (њем. Brauneberg) општина је у њемачкој савезној држави Рајна-Палатинат. Једно је од 107 општинских средишта округа Бернкастел-Витлих. Према процјени из 2010. у општини је живјело 1.195 становника. Посједује регионалну шифру (AGS) 7231012.

## Географски и демографски подаци
Браунеберг се налази у савезној држави Рајна-Палатинат у округу Бернкастел-Витлих. Општина се налази на надморској висини од 124 метра. Површина општине износи 12,2 km². У самом мјесту је, према процјени из 2010. године, живјело 1.195 становника. Просјечна густина становништва износи 98 становника/km².